# Rokitno (powiat lubartowski)
Rokitno – wieś w Polsce położona w województwie lubelskim, w powiecie lubartowskim, w gminie Lubartów.
W latach 1975–1998 miejscowość należała administracyjnie do województwa lubelskiego.
Wieś stanowi sołectwo gminy Lubartów. Według Narodowego Spisu Powszechnego (III 2011 r.) wieś liczyła 642 mieszkańców.
W Rokitnie jest kościół pod wezwaniem Matki Boskiej Królowej Polski oraz liczne kapliczki i krzyże,
działa także zespół ludowy Rokiczanka
W miejscowości funkcjonuje wysypisko śmieci obsługujące Lublin. Planowana jest jego dalsza rozbudowa tak aby starczyło miejsca na następne 20 lat. W zamian Lublin dofinansuje Gminie Lubartów szereg inwestycji infrastrukturalnych.

## Imprezy
Od Kilku lat Stowarzyszenie Miłośników Twórczości Ludowej "Rokiczanka" jest organizatorem "Spotkań z Twórczością Ludową". Spotkania zazwyczaj odbywają się w sierpniu i gromadzą kilkuset widzów oraz kilkanaście zespołów ludowych z różnych miejscowości w Polsce.